# Estudio analítico
Un estudio analítico o estudio etiológico es un estudio epidemiológico en el que el análisis del estudio se establecen relaciones entre las variables, de asociación o de causalidad.
Cuando se plantea realizar un estudio analítico, se conoce bastante sobre la enfermedad, así pueden probarse hipótesis específicas previas surgidas de un estudio descriptivo.
Son estudios analíticos típicos: El estudio de cohorte, el estudio caso control y el ensayo clínico.

## Objetivos de un estudio analítico
1. Probar hipótesis etiológicas o preventivas y estimar los efectos crónicos sobre la salud.
2. Justificar estudios adicionales para probar hipótesis aún más específicas.
3. Sugerir aspectos potenciales para la prevención de la enfermedad o promoción de la salud.

- Datos: Q5849830